# Bert Breuer
Bert Breuer (* 7. April 1936 in Köln; † 8. Juni 2023) war ein deutscher Maschinenbauingenieur und Professor im Fachbereich Maschinenbau der Technischen Universität Darmstadt.

## Leben und Wirken
Bert Breuer war emeritierter Professor an der Technischen Universität Darmstadt.
Er gründete im Jahre 1977 das Fachgebiet Fahrzeugtechnik – mit den Schwerpunkten Fahrwerk und Bremsen – an der Technischen Hochschule Darmstadt.
Breuer war unter anderem ehrenamtlicher Vorsitzender der VDI-Gesellschaft Fahrzeug und Verkehrstechnik und Präsident der FISITA.

## Veröffentlichungen (Auswahl)
- Bert Breuer et al.: Kombibremse Motorrad, VDI-Verlag, Düsseldorf, 1984, ISBN 3-18-120289-4
- Bert Breuer et al.: Der Tankzugunfall Herborn, VDI-Verlag, Düsseldorf, 1991, ISBN 3-18-145212-2
- Bert Breuer et al.: Entwicklung, Bau und Erprobung eines transportablen Rollenprüfstandes für geschwindigkeitsbegrenzte motorisierte Zweiräder, VDI-Verlag, Düsseldorf, 1995, ISBN 3-18-120292-4
- Bert Breuer: Kolloquium Berührungslose Meßdaten- und Leistungsübertragung, VDI-Verlag, Düsseldorf, 1995, ISBN 3-18-351508-3
- Bert Breuer et al.: Brake technology handbook, SAE International, Warrendale, Pa., 2008, ISBN 978-0-7680-1787-8
- Bert Breuer: Bremsenhandbuch, Springer Vieweg Verlag, Wiesbaden, 2013, ISBN 978-3-8348-1796-9